# Prince Motor Company

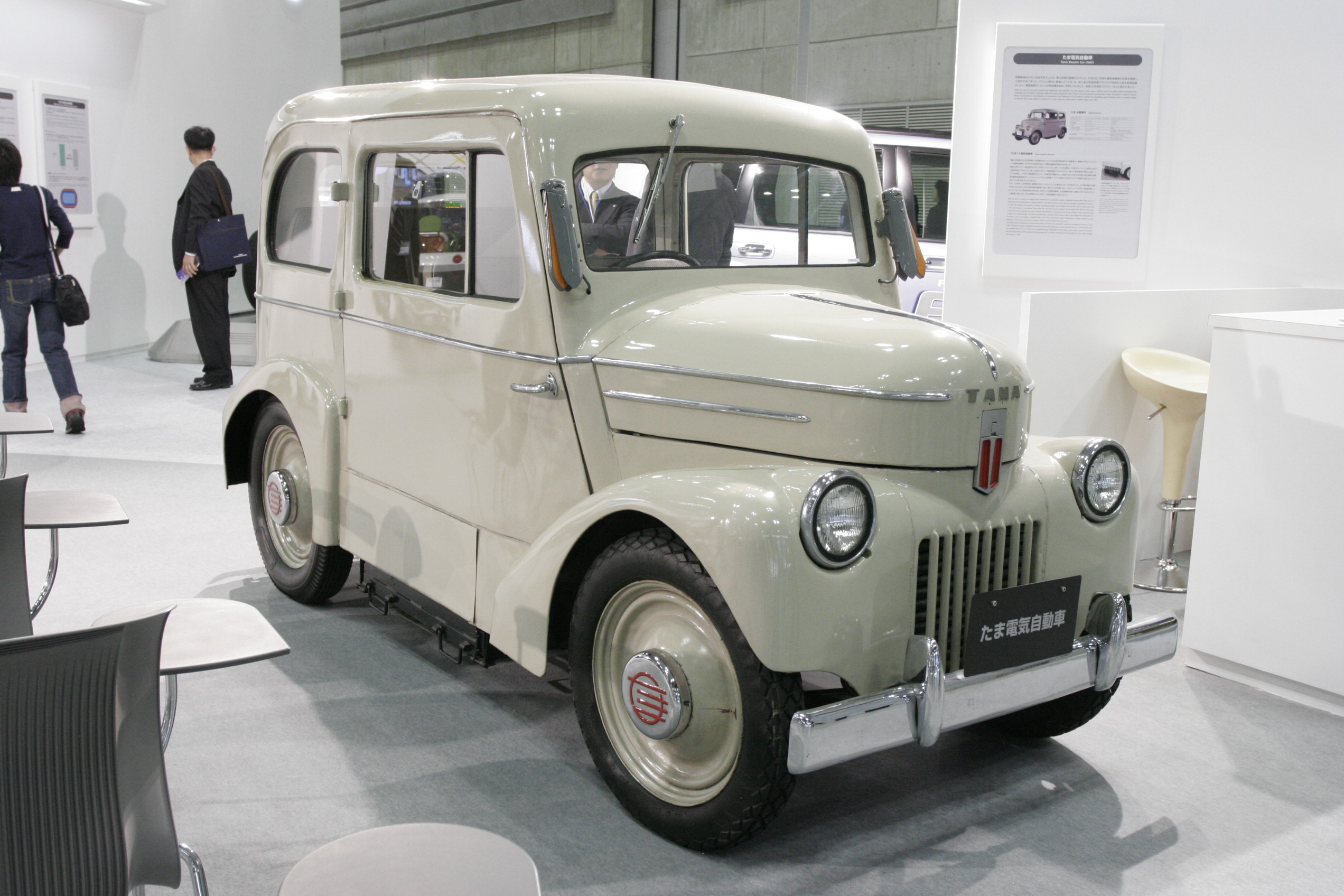
Tama - veículo elétrico

A Prince Motor Company foi uma fabricante de automóveis japonesa em funcionamento desde 1952, até a sua fusão com a Nissan em 1966. A Prince Motor Company, começou como companhia de aviões, chamada Tachikawa Aircraft, que produziu os famosos aviões de guerra A6M Zero, usado na Segunda Guerra Mundial. Depois da guerra, a Tachikawa Aircraft se dissolveu, e mudou o seu nome para Industrias Fuji Precision, diversificando o seus produtos para automóveis, produzindo um carro elétrico chamado Tama, no ano de 1946. A companhia mudou o seu nome para Prince em 1952, em homenagem a Coroação do Príncipe Akihito. Em 1954 eles mudaram de volta o nome para Industrias Fuji Precision e em 1961 mudaram novamente para Prince Motor Company.
A Prince Motor Company, construiu carros de sucesso. Entre as suas linhas de automóveis mais famosos, foram o Skyline e o Glória, sendo que ambos foram absorvidos pela Nissan após a fusão ocorrida em 1966, entretanto, eles também construíram o Homy, um veículo para 15 passageiros, que acabou sendo transformada na Nissan Caravan e a Nissan Laurel, um sedan de quatro portas que usou o mesmo chassi do Skyline, no qual a Companhia Prince tinha começado o seu desenvolvimento antes da fusão, mas que só foi produzido após a fusão e finalizado em 1968. A companhia Prince também tinha começado, antes da fusão o desenvolvimento de um carro pequeno, para concorrer com o Toyota Corolla e o Nissan Sunny, mas após a fusão o carro foi apresentado como Nissan Cherry, um veículo com tração dianteira. A companhia Prince continuou a existir, após a fusão dentro da Nissan, mas a marca desapareceu. Desde a fusão o nome Prince permaneceu como uma rede de concessionárias da Nissan no Japão, até a Nissan consolidar a sua própria rede de concessionárias denominadas Nissan estágio Azul e Nissan estágio vermelho.
Atualmente o Nissan Gloria e o Nissan Skyline, são conhecidos no Estados Unidos, como o Infiniti M e Infiniti G (De 2003 até os dias atuais).